# Músculo recto lateral
El recto lateral se encuentra en la región externa de la órbita ocular y es uno de seis músculos que controlan el movimiento del globo ocular. La contracción del recto externo produce la abducción del ojo, es decir, gira el ojo en dirección opuesta a la nariz.

## Trayecto
Como el resto de los músculos rectos del ojo, el músculo recto externo se origina en el vértice de la órbita ocular por medio de un tendón común, el tendón de Zinn. Después de separarse del resto de los músculos rectos, el recto externo sigue de atrás adelante por la pared externa o temporal de la órbita. Sus haces externos tienen relación, en su tercio inferior con la porción oribtaria de la glándula lagrimal. Las fibras más mediales tienen relación con el nervio óptico y le acompaña en su recorrido el nérvio motor ocular externo.
Al final de su recorrido, el músculo recto externo termina en un tendón aplanado que se inserta en la esclerótica, algo por delante del ecuador del globo ocular.

## Inervación
La inervación del recto externo es producida por el VI nervio craneal, llamado nervio motor ocular externo. Se denomina abducens porque realiza la abducción del ojo. El recto externo es el único músculo inervado por el VI nervio craneal.

## Imágenes adicionales

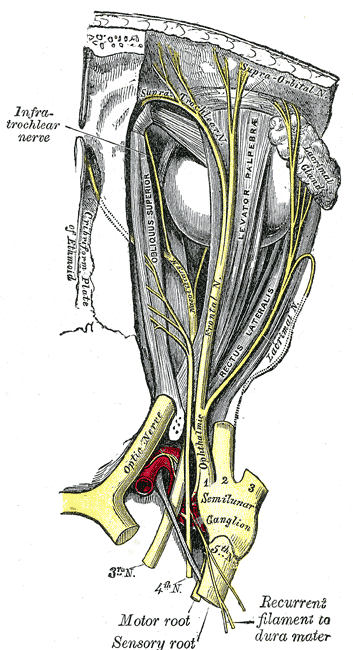
Vista superior del globo ocular y sus músculos. No se muestra el VI par craneal.
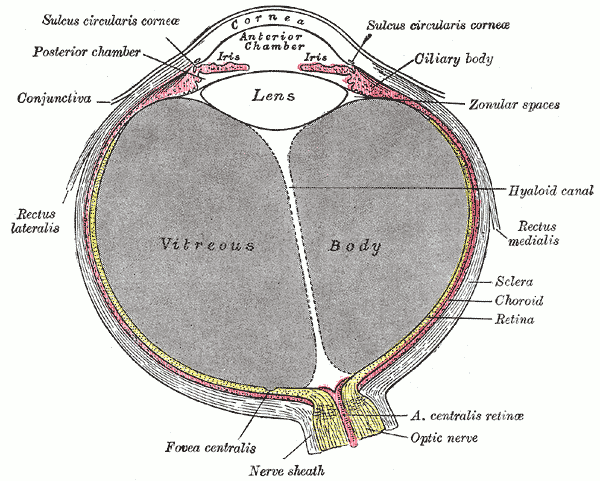
Sección horizontal mostrando la terminación del recto externo o lateral a la izquierda de la imagen.
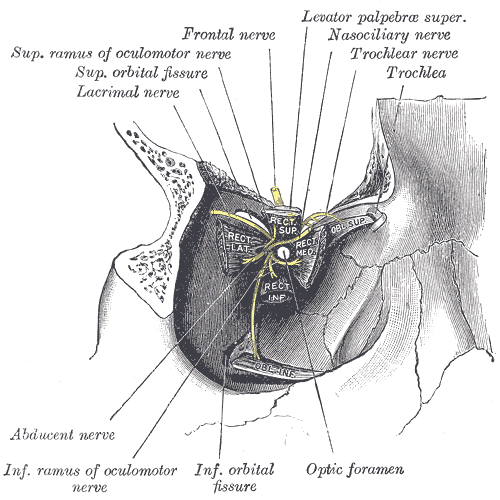
Disección mostrando los músculos oculares, incluyendo el recto externo o lateral.
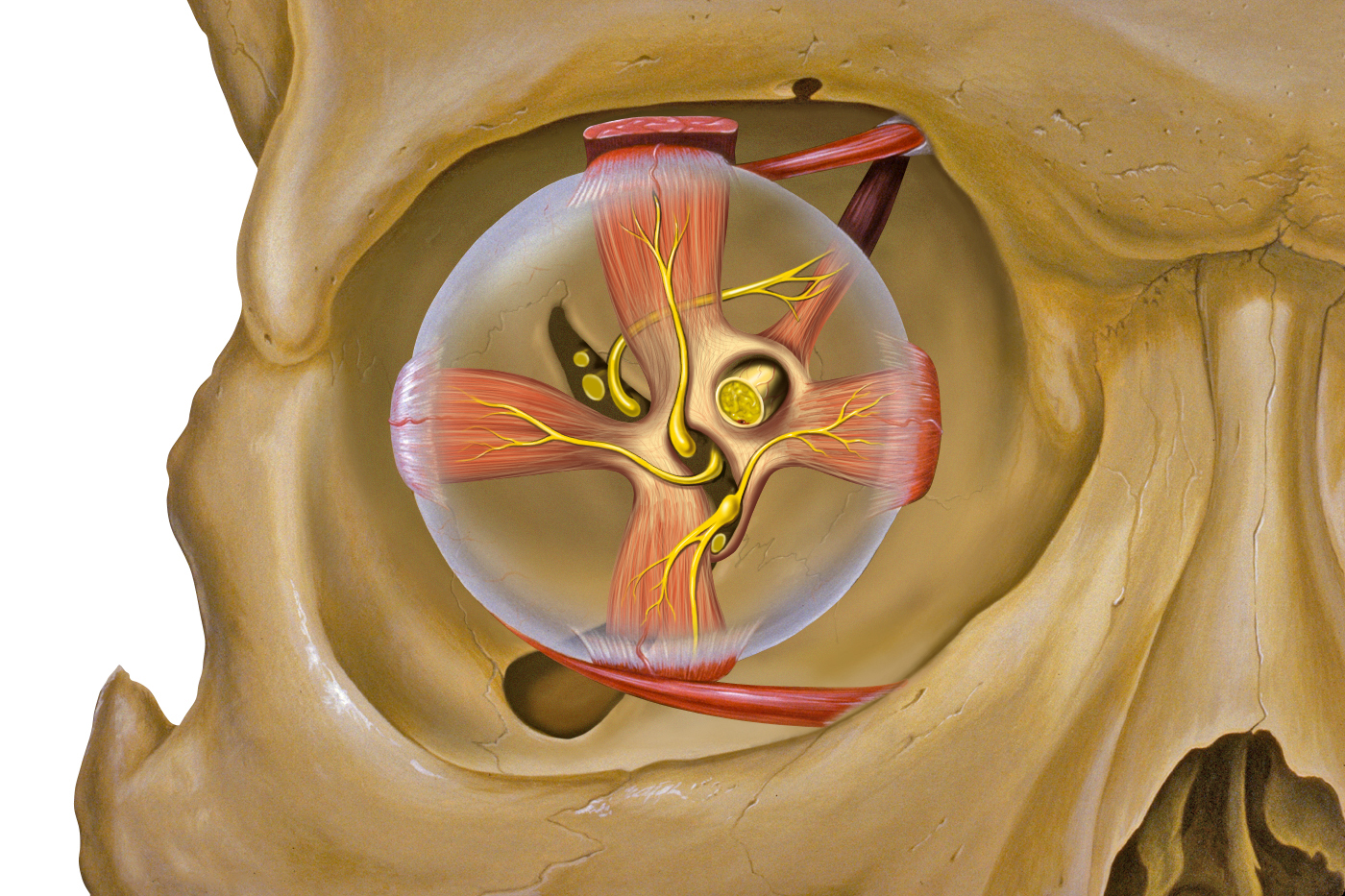
Vista anterior del globo ocular y sus músculos rectos.